# Cirolana makikihi
Cirolana makikihi är en kräftdjursart som beskrevs av Feldmann, Schweitzer, Maxwell och Kelley 2008. Cirolana makikihi ingår i släktet Cirolana och familjen Cirolanidae. Inga underarter finns listade i Catalogue of Life.